# Сить
Сить — река на северо-западе европейской части Российской Федерации, в Тверской и Ярославской области. Впадает в Рыбинское водохранилище.

## География

Бассейн Рыбинского водохранилища и Белого озера

Впадает в Рыбинское водохранилище на Волге. До создания Рыбинского водохранилища была правым притоком реки Мологи.
Длина — 159 км, площадь бассейна — 1900 км², расход воды — 13,4 м³/с. Вскрывается в апреле, ледостав во второй половине ноября.
Крупнейшие притоки — Болотея, Верекса (левые).
Исток Сити в отрогах Бежецкого верха в районе села Сабурово (Сонковский район Тверской области). Протекает река по равнинной, лесной, малонаселённой местности. Ширина реки в верховьях 5—10 метров, в среднем течении около 30—40 метров, возле устья ширина увеличивается почти до полутора километров из-за подпора Рыбинского водохранилища. Скорость течения небольшая.
В устье реки расположено большое село и районный центр Брейтово.
Нижнее течение Сити популярно в качестве места для отдыха и рыбалки — по берегам большое количество турбаз и домов отдыха.

## История
В 1238 году состоялась битва на реке Сити между татаро-монголами и войском великого князя владимирского Юрия Всеволодовича, закончившаяся поражением владимирского войска. Учёные, краеведы, историки до сих пор спорят о точном месте сражения, склоняясь к версии, что кровопролитные бои шли на всем протяжении реки. В многочисленных трудах упоминается деревня Божонка на границе Тверской и Ярославской областей, а также деревни Юрьевское и Лопатино Некоузского района, с. Сить-Покровское Брейтовского района Ярославской области.
В XV веке земли по реке Сить вошли в состав удельного Сицкого княжества, которое выделилось при разделе между наследниками из состава Моложского княжества. Первым князем сицким был Семён Федорович, у него было два сына: бездетный Борис пал в 1445 году в битве с казанцами при суздальском Спасо-Евфимьевом монастыре, и Пётр, от которого пошло потомство князей Сицких. Как и многие удельные князья они служили Московским государям, не уделяя большого внимания своему княжеству.

## Этнография
В бассейне реки обитала небольшая, но очень специфическая этническая общность, получившая название сицкари или сискари. Они активно изучались во второй половине XIX века. По разным оценкам их было 500—2000 человек. Для них был характерен специфический диалект, резко отличающийся от других ярославских говоров, антропологический тип (невысокие, коренастые, блондины или рыжие), особые занятия (в первую очередь — производство деревянных судов для Волги, а также другие плотницкие работы). Выдвигались различные гипотезы их происхождения, которые не получили достаточного обоснования (переселенцы из Новгорода, из Литвы).

## Список рек бассейна Сити
Систематический перечень рек бассейна. Формирование перечня проходило по принципу: река — приток реки — приток притока и так далее. Порядок притоков отсчитывается от истока к устью. Включены все притоки, именованные на топокартах масштаба 1:10000.
→ Левый приток

← Правый приток

Жирным выделены реки, включенные в водный реестр.
- ←Малиновка
- →Неглинка
- ←Каменка
- →Олешня
- ←Булат
- →Облужья
  - ←Белый
- →Болотея
  - ←Еглень (соединяясь с Песочной, образуют Болотею)
    - →Крутой
    - ←Задний
    - →Клокушинский
    - ←Зелёный
    - →Татарский
    - ←Лесной

  - →Песочная (соединяясь с Егленью образуют Болотею)
    - ←Тушанка (соединяясь с Гороховкой, образуют Песочную)
    - →Гороховка (соединяясь с Тушанкой, образуют Песочную)
      - ←Чернова

  - →Петроиха
- ←Мошная
- ←Болдинский
- ←Купинка
- →Верекса
  - ←Шумаровка
  - ←Пречиста
  - ←Кузнечиха
- ←Войский
- →Торчиха
- →Собакинский
- →Коростовка
- →Лозиновка
- →Гремышка
  - →Каменка
- →Безымянный
- →Обуховка
- →Каменка
  - →Мышковка (соединяясь с Кукувыревкой, образуют Каменку)
  - ←Кукувыревка (соединяясь с Мышковкой образуют Каменку)
- →Каменка
  - →Беляковка
  - →Горшковка
- →Зверенка
- →Коржевин
- →Латыгора (впадает в залив Рыбинского водохранилища, образованный Ситью)
- →Узьдёня (впадает в залив Рыбинского водохранилища, образованный Ситью)